# Röst Gergely
Röst Gergely matematikus (Nagykanizsa, 1977. december 31. –), az SZTE Alkalmazott és Numerikus Matematika Tanszékének vezetője, és az Egészségbiztonság Nemzeti Laboratórium szakmai vezetője.

## Életpályája
A matematika már szülővárosában, Nagykanizsán, általános iskolásként vonzotta, de mellette fizikával és kémiával is sokat foglalkozott. A középiskola elvégzése után a Szegedi Tudományegyetemen folytatta tanulmányait, az SZTE Eötvös Loránd Kollégium tagja, négy évig szeniora volt. PhD-fokozatát a nemlineáris funkcionál-differenciálegyenletek témájában 2006 januárjában védte meg, majd még 2006-tól két évig posztdoktor kutató lett a torontói York Egyetemen. 2007 szeptemberében tért vissza Szegedre, majd elnyerve az Európai Kutatási Tanács, az ERC támogatását, 2010-ben megszervezte Magyarország első matematikai járványtani kutatócsoportját, az MTA–SZTE Analízis és Sztochasztika Kutatócsoportot.
2011-ben az Arizona State University Fulbright-ösztöndíjas vendégkutatója lett, majd Marie Curie ösztöndíjjal az Oxfordi Egyetem tudományos munkatársaként dolgozott.
2017 és 2019 között az Oxfordi Egyetem kutatója. 2022 novembere óta pedig 
a Szegedi Tudományegyetem Bolyai Intézetének docense, kutatócsoport vezetője.
Nemzetközi elismertségét jelzi, hogy hét tudományos folyóirat szerkesztője, több külföldi konferencia plenáris előadója, valamint 2018-ban Barcelonában tagjává választotta a Young Academy of Europe is.

## Elnyert pályázatai
- ERC Starting Grant (2011-2016)
- Élvonal – Kutatói Kiválósági Program pályázat (2019-2024)

## Kutatói tevékenységei
Magas szintű publikációs tevékenységének eredményeként 73 tudományos cikkéből 31 Q1-es besorolású folyóiratban jelent meg.
Munkáját számos szakmai díjjal ismerték el:
- Grünwald Géza Emlékérem (Bolyai János Matematikai Társulat)
- Fiatal kutatói-díj (MTA)
- Alexits György-díj
- Gács András-díj
- Akadémiai Díj (2025)